# Mark Hinkle
Mark Hinkle (ur. 28 stycznia 1951) – amerykański polityk libertariański i biznesmen. Przewodniczący Partii Libertariańskiej w latach 2010–2012. Został na niego wybrany 30 maja 2010 w Saint Louis podczas 2010 Libertarian National Convention.
Do Partii Libertariańskiej przyłączył się w 1974. Służył przez 10 lat w Libertarian National Committee, by potem zostać przewodniczącym w stanie Kalifornia.